# 갈담초등학교 옥정분교
갈담초등학교 옥정분교는 전라북도 임실군 강진면 문방2길 25 (옥정리)에 있었던 초등학교 분교이다.

## 연혁
- 1946년 11월 15일 옥정공립국민학교 개교
- 1954년 6월 10일 재개교
- 1987년 3월 2일 병설유치원 설립인가
- 1989년 3월 1일 갈담국민학교 옥정분교장
- 1996년 3월 1일 갈담초등학교 옥정분교
- 2002년 3월 1일 폐교